# Abàntides
Abàntides (en llatí Abantidas, en grec antic Ἀβαντίδας) fou fill de Pasees i va viure al segle iii aC.
Es va convertir en tirà de Sició després de matar Clínies, pare d'Àrat de Sició l'any 264 aC. Àrat, que només tenia 7 anys, es va escapar per poc de la mort. Abàntides era aficionat a les discussions filosòfiques i assistia als debata a l'àgora de la ciutat. En un d'aquests debats, va ser assassinat pels seus enemics, possiblement l'any 252 aC. Li va succeir com a tirà el seu pare Pasees, que al seu torn va ser assassinat per Nicocles.